# Čungur
Çungur en albanais et Čungur en serbe latin (en serbe cyrillique : Чунгур) est une localité du Kosovo située dans la commune/municipalité de Pejë/Peć et dans le district de Pejë/Peć.